# Turvínia
Turvínia é um distrito do município brasileiro de Bebedouro, no interior do estado de São Paulo.

## História

### Origem
O povoamento da região em que se localiza o atual distrito de Turvínia teve início no final do século XIX, em decorrência da expansão da cafeicultura e da pecuária. O significativo número de migrantes que chegou à região fez com que fosse formado um povoado, que inicialmente recebeu o nome de "Lambary", nome do córrego que o margeava.
O local servia como entreposto de café antes da travessia do Rio Turvo, entre Bebedouro e Catanduva. Em novembro de 1907, por meio de projeto de lei do vereador João Mastrella da Câmara Municipal de Bebedouro, o povoado de Lambary passou a denominar-se "Villa Turvínea", considerando a importância do Rio Turvo.
Com o desenvolvimento econômico impulsionado pela agricultura, houve expressivo crescimento populacional da  Villa Turvínea, que no início da década de 20 ultrapassava três mil habitantes e mais de cem construções. Desta forma, lideranças locais solicitaram ao governo do Estado a elevação para Distrito de Paz, o que ocorreu em 1922.

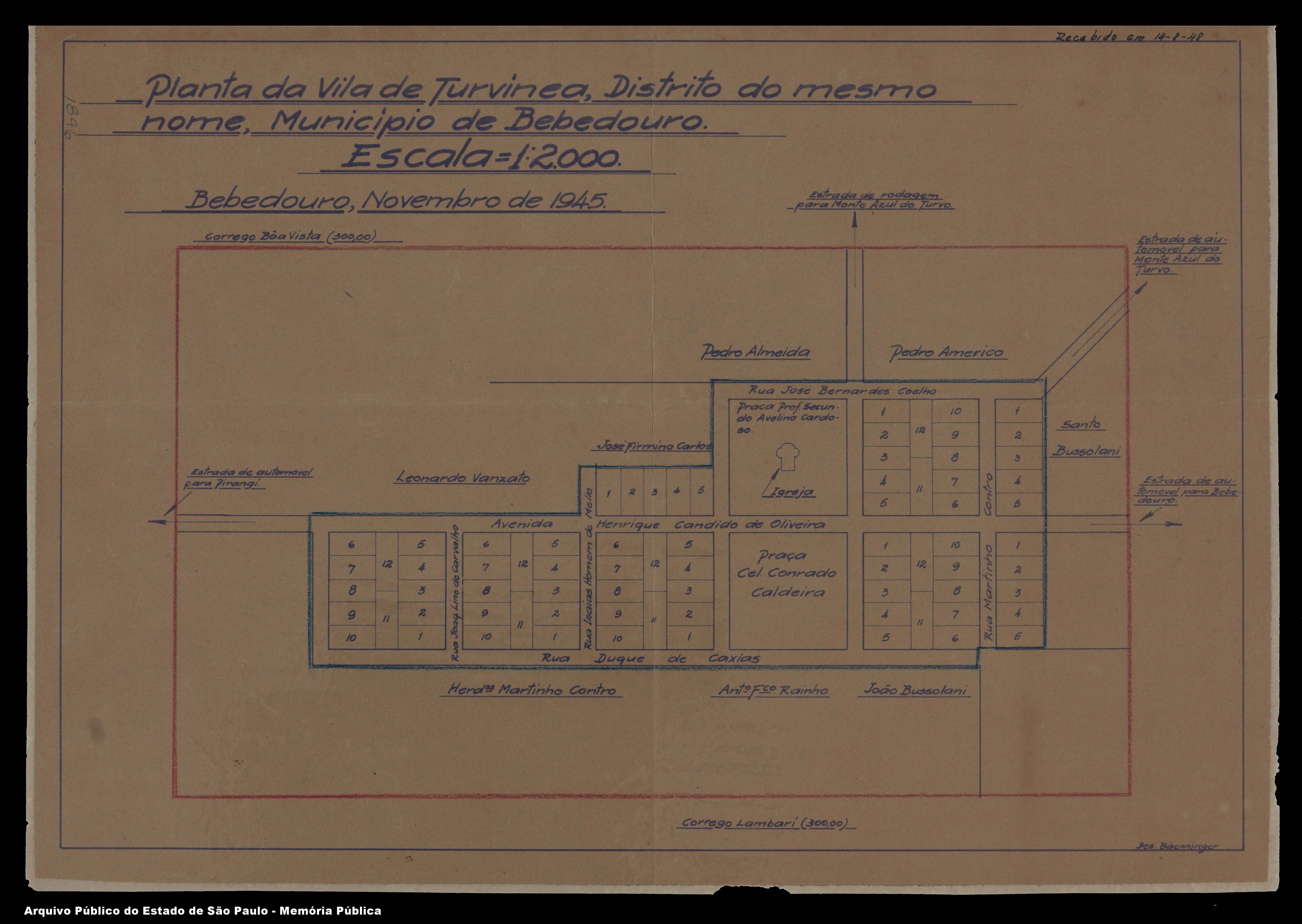
Planta da área urbana original.

### Formação administrativa
- Distrito policial de Turvínia criado em 11/10/1913 no município de Bebedouro[4].
- Distrito criado pela Lei n° 1.864 de 31/08/1922[5][6].
- Pelo Decreto n° 9.775 de 30/11/1938 o distrito foi extinto[7].
- A Lei n° 10.532 de 02/10/1939 cria a 2ª zona distrital (Turvínia) no distrito de Botafogo, município de Bebedouro[8].
- Distrito novamente criado pelo Decreto-Lei n° 14.334 de 30/11/1944, com o povoado de Turvínia mais terras do distrito de Botafogo[9].

## Geografia

### Área urbana
A sede do distrito é a vila de Turvínia:
- área urbana: 207 085 m²
- total de domicílios: 166

### Demografia

#### População urbana
| Crescimento população urbana | Crescimento população urbana | Crescimento população urbana | Crescimento população urbana |
| Censo                        | Pop.                         |                              | %±                           |
| ---------------------------- | ---------------------------- | ---------------------------- | ---------------------------- |
| 1934                         | 188                          |                              |                              |
| 1950                         | 107                          |                              | —                            |
| 1960                         | 131                          |                              | 22,4%                        |
| 1970                         | 177                          |                              | 35,1%                        |
| 1980                         | 206                          |                              | 16,4%                        |
| 1991                         | 314                          |                              | 52,4%                        |
| 2000                         | 416                          |                              | 32,5%                        |
| 2010                         | 406                          |                              | −2,4%                        |
| 2022                         | 326                          |                              | −19,7%                       |
| Fonte: IBGE e Fundação SEADE |                              |                              |                              |

#### População total
Pelo Censo 2022 (IBGE) a população total do distrito era de 509 habitantes.

### Área territorial
A área territorial do distrito é de 54,590 km².

### Rodovias

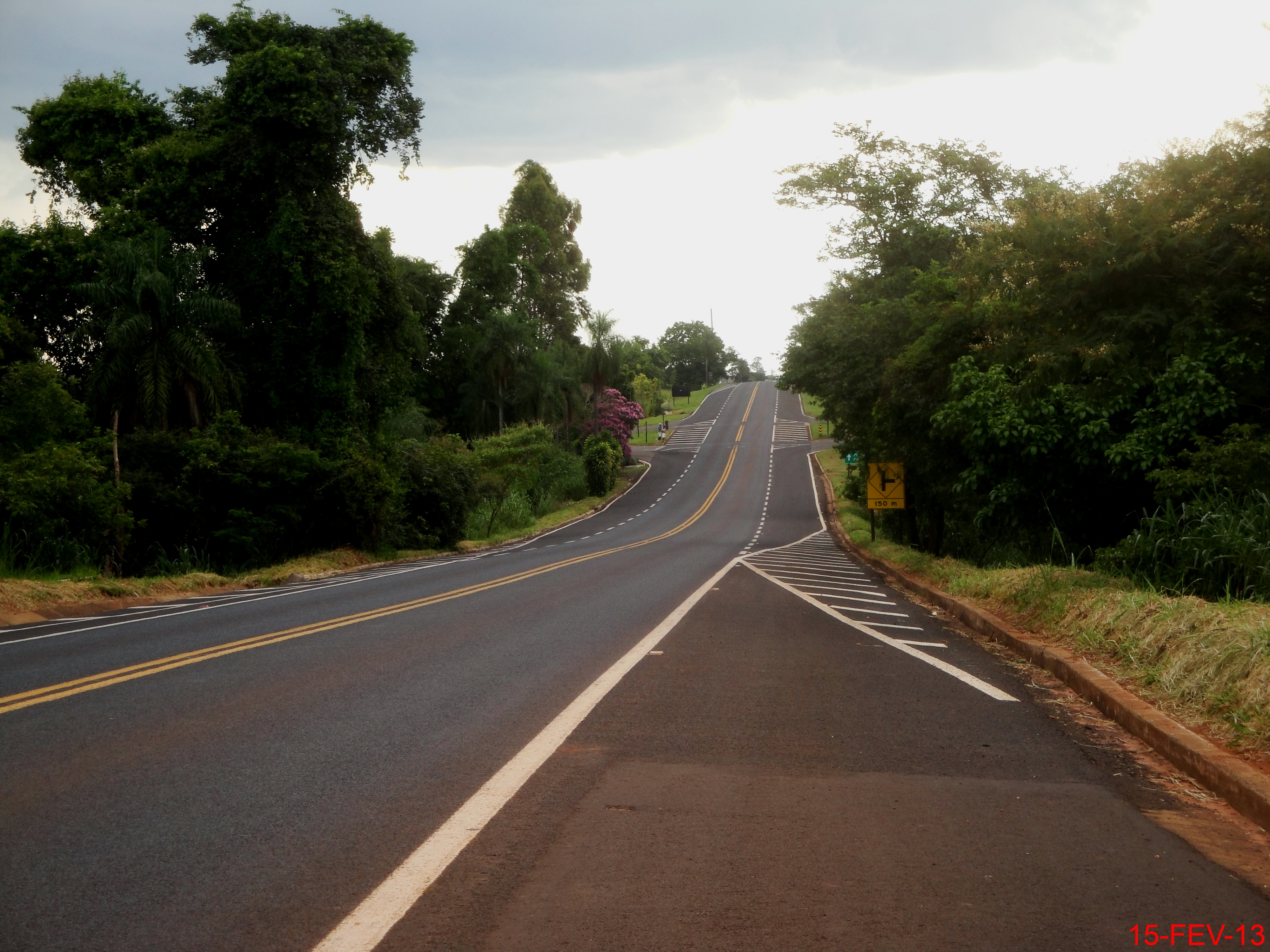
Trevo de Turvínia na SP-351.

O principal acesso ao distrito é a Rodovia Comendador Pedro Monteleone (SP-351). Está localizado a cerca de 20 km do distrito sede (Bebedouro) e a 10 km do distrito de Botafogo.

### Hidrografia

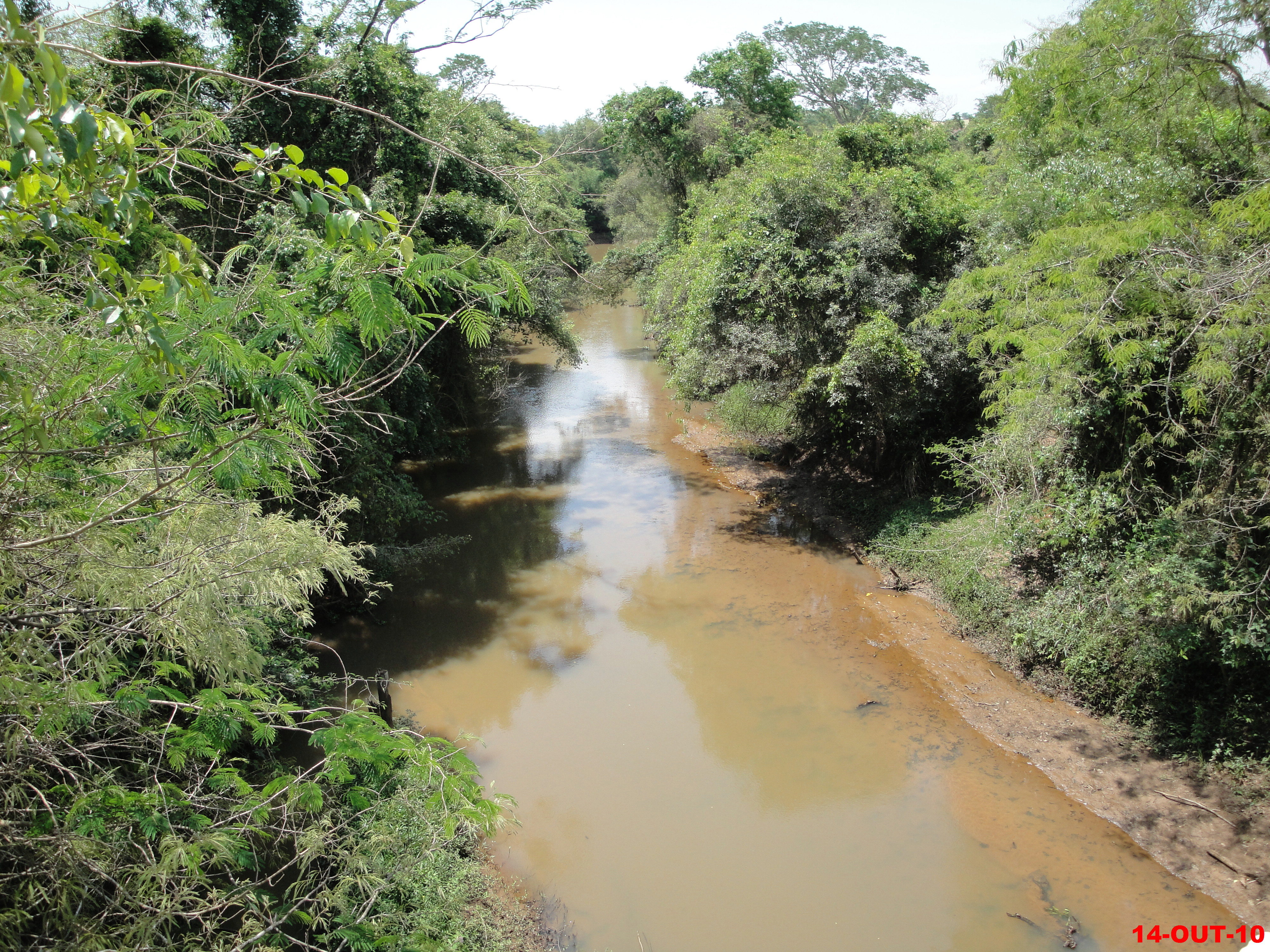
Rio Turvo, que deu origem ao nome do distrito.

- Rio Turvo

## Serviços públicos

### Registro civil
Atualmente é feito no distrito de Botafogo, pois o Cartório de Registro Civil das Pessoas Naturais do distrito foi extinto pelo Tribunal de Justiça do Estado de São Paulo e seu acervo foi recolhido ao cartório daquele distrito.

### Educação
- EMEB Profª Izabel Motta Silva Cardoso (criada pela Lei nº 6.324 de 28/09/1961 como grupo escolar estadual).

### Saúde
- ESF Reinaldo Jacobs (criada pela Lei nº 7.008 de 10/09/1962 como subcentro de saúde)[16].

### Saneamento
O serviço de abastecimento de água é feito pelo Serviço Autônomo de Água e Esgoto de Bebedouro (SAAEB). 

### Energia
A responsável pelo abastecimento de energia elétrica é a CPFL Paulista, distribuidora do grupo CPFL Energia.

### Telecomunicações
O distrito era atendido pela Telecomunicações de São Paulo (TELESP), que inaugurou a central telefônica utilizada até os dias atuais. Em 1998 esta empresa foi vendida para a Telefônica, que em 2012 adotou a marca Vivo para suas operações.

## Religião
O Cristianismo se faz presente no distrito da seguinte forma:

### Igreja Católica
- Capela de Nossa Senhora do Rosário - faz parte da Paróquia Nossa Senhora Aparecida de Botafogo, da Diocese de Jaboticabal[22].